# なんぶ桜
なんぶ桜（なんぶざくら）は、かつて、ワタナベエンターテインメントに所属していたお笑いコンビ。

## メンバー
- 澤山 裕仁（さわやま ゆうじ、1987年5月8日（37歳）[3] - ）
神奈川県出身[3]
身長172cm、血液型O型[3]
東京大学法学部卒業[3][4]。大学生時代は落語研究会に入って活動[1]。
なんぶ桜の前は「ボラボライダー」というコンビで活動。
子供の頃からお笑い番組が好きで、中でも特に爆笑問題のファンだった[5]。
兄も東京大学卒業[4]。
趣味はサウナ、その土地の歴史を感じながらの散歩と、寝る前に2時間ほど『日本経済新聞』を熟読すること[4]で、日付を言われれば、その日の日本経済新聞の一面の記事と見出しが言えることも特技。
その他特技は、全ての近代オリンピック開催地名を暗記していること、将棋、漫画の単行本を1冊15分以内で読めること、サイゼリヤメニューの暗記（サイゼリヤ好きで、月に10回は行くほど）。
好きな音楽はビートルズ、ローリング・ストーンズ（いずれも全てのアルバムの曲を聴いた）、サザンオールスターズ、くるり、忌野清志郎。好きな音楽のジャンルはモダン・ジャズ、ファンク、ソウル、ブルース。
好きなスポーツは全国高等学校野球選手権神奈川大会、読売ジャイアンツ。
映画好きで、少なくとも月1回は必ず映画館に通う。好きな作品は北野武、ウディ・アレン、クリント・イーストウッド、ロマン・ポランスキーの各作品。
月10冊以上のペースで読書をする。好きな作家は大江健三郎、カズオ・イシグロ、ミラン・クンデラ。
ヤンキー漫画好きで、特に好きなのは『ろくでなしBLUES』、『クローズ』、『疾風伝説 特攻の拓』、『湘南純愛組!』、他に好きな漫画は『釣りバカ日誌』。
リーゼントの髪型のセットは、いつも30分ほどかけてやっている[1]。
得意分野は近代以降の日本と世界の文学。
解散後はピン芸人「東大ヤンキー澤山」として活動を継続している[6]。

- 中野 孝康（なかの たかやす、1988年3月27日（36歳）[3] - ）
東京都[3]福生市出身
身長178cm、血液型B型[3]
明治大学付属中野八王子高等学校卒業[7]、明治大学商学部卒業[4]。高校生の時から文化祭で同級生とコンビを組んで漫才をやっていた[8]。大学生時代は「明治大学お笑いサークル木曜会Z」に在籍[9]。
かつては「マウンテンバレー」（男女コンビ、明治大学お笑いサークル木曜会Z出身。この当時はニュースタッフエージェンシーに所属）、「ナンバーサーティーン」（ワタナベエンターテインメント所属　2011年11月30日結成、2012年9月解散。この当時の相方は、現・フレンチぶるの大西翔）のそれぞれのコンビで活動。
日本漢字能力検定準2級、心理学検定1級のそれぞれの資格を持つ。
特技はサッカー、フットサル、トランプ（特に大富豪）、暗算、地元・福生の観光案内、リボンを使った手品、マット運動。
好きな音楽はエレファントカシマシ、Mr.Children、星野源。
読書で好きな作家は伊坂幸太郎、和田竜。
好きな映画は伊坂幸太郎原作の作品。
好きなゲームは『ウイニングイレブン』。
豆乳好き。
得意分野は心理学の雑学。

## 来歴・概説
二人ともワタナベコメディスクール14期生（2011年4月入学、2012年3月卒業）出身。2013年2月1日、前年2012年までにそれぞれのコンビ（ボラボライダー、ナンバーサーティーン）が解散した同士だった澤山、中野の二人によって結成。高学歴同士で組もうと中野から声をかけ、澤山も中野を誘おうと思っていた時だったので相思相愛という形だった。
澤山は髪を金髪にして「インテリヤンキー」を自称しているが、なんぶ桜結成当時は黒髪でメガネにダークスーツという真面目に見えるスタイルで、東大卒であることを第一としたキャラ作りをしていた。2014年3月頃から、派手なことをやろうと澤山がヤンキーキャラになり、現在に至っている。
ネタは漫才、コントともに持っている。澤山が「勉強だけが取り得でケンカが弱い」というキャラなどを演じている。
2017年8月29日に解散を発表、同日を以って解散。解散後は二人ともそれぞれ芸人活動を続ける。

## 出演

### テレビ
- カイブツ（日本テレビ）- 2007年11月25日、中野のみ（「マウンテンバレー」時代）
- 爆笑ピンクカーペット（フジテレビ）- 2008年8月31日（第5回）、中野のみ（「マウンテンバレー」時代）キャッチコピーは「お笑いあすなろ白書」[13]
- 超タイムショック 最強クイズ王決定戦SP16 （テレビ朝日）- 2012年7月24日　澤山のみ（「ボラボライダー」時代）
- スパニチ!!「年収格差別!お金バラエティ ピラミッド」（TBS）- 2013年7月27日　澤山のみ
- 水トク!「年収格差別!お金バラエティ ピラミッド」（TBS）- 2014年3月12日　澤山のみ
- ネクストブレイク「落札カタヤブリ」（日本テレビ）- 2015年4月14日　澤山のみ
- 土曜特番「くりぃむしちゅーのヒューマンルーレット」（日本テレビ）- 2015年5月30日　澤山のみ
- PON!（日本テレビ）- 「お笑い数うちゃPON!」コーナー　2015年8月11日、2015年8月14日（週間チャンピオンに選ばれたため出演[14]）、2015年8月28日（月間チャンピオン大会[15]）
- 笑点 特大号（BS日テレ）- 2016年1月6日
- お願い!ランキング（テレビ朝日）- 2016年8月2日、2016年8月9日
- クイズプレゼンバラエティー Qさま!!（テレビ朝日）- 澤山のみ、2016年9月12日初出演
- 羽鳥慎一モーニングショー（テレビ朝日）- 2016年9月26日「ショーアップ」コーナー